# بانک پروکردیت
بانک پروکردیت (انگلیسی: ProCredit Bank) شرکت خدمات مالی و بانکداری گرجستانی است، که در سال ۲۰۱۲ تأسیس شد.